# کانال کاسیکویر
کانال کاسیکویر (به اسپانیایی: Casiquiare) یک رود در ونزوئلا است که در ونزوئلا واقع شده‌است.